# TT102
TT102 (Theban Tomb 102) è la sigla che identifica una delle Tombe dei Nobili ubicate nell’area della cosiddetta Necropoli Tebana, sulla sponda occidentale del Nilo dinanzi alla città di Luxor, in Egitto. Destinata a sepolture di nobili e funzionari connessi alle case regnanti, specie del Nuovo Regno, l'area venne sfruttata, come necropoli, fin dall'Antico Regno e, successivamente, sino al periodo Saitico (con la XXVI dinastia) e Tolemaico.

## Titolare
TT102 era la tomba di:
| Titolare | Titolo                             | Necropoli           | Dinastia/Periodo               | Note                                                                                                 |
| -------- | ---------------------------------- | ------------------- | ------------------------------ | --- |
| Imhotep  | Scriba reale, fanciullo dell'harem | Sheikh Abd el-Qurna | XVIII dinastia (Amenhotep III) | nella piana; nello stesso cortile in cui si apre l'accesso alla TT57 e a sud, non lontano dalla TT55 |

## Biografia
Nessuna notizia biografica è ricavabile dai dipinti parietali.

## La tomba
L'accesso alla tomba si apre in una corte da cui si accede anche alla TT57. La facciata presenta (1 in planimetria) la rappresentazione del defunto e un inno a Osiride e, (2) il defunto con un inno a Ra. Una breve gradinata dà accesso a un corridoio (3) sulle cui pareti il defunto è rappresentato in offertorio a una non identificabile divinità e sono riportati testi sacri non più intellegibili. Poco discosto, il defunto offre libagioni ad Osiride; segue (4) il corteo funebre alla presenza di Osiride e della dea dell'occidente. Un breve corridoio dà accesso a una camera trasversale da cui si accede a una cappella sulle cui pareti (5 - 6) scene di offertorio e del defunto con Osiride e altre divinità.

### Annotazioni
1. ↑  La numerazione dei locali e delle pareti segue quella di Porter e Moss 1927, pp. 215-216.
2. ↑  La prima numerazione delle tombe, dalla numero 1 alla 253, risale al 1913 con l’edizione del "Topographical Catalogue of the Private Tombs of Thebes" di Alan Gardiner e Arthur Weigall. Le tombe erano numerate in ordine di scoperta e non geografico; ugualmente in ordine cronologico di scoperta sono le tombe dalla 253 in poi.
3. ↑  I campi della Duat, ovvero l'aldilà egizio, si trovavano, secondo le credenze, proprio sulla riva occidentale del grande fiume.
4. ↑  Nella sua epoca di utilizzo, l'area era nota come "Quella di fronte al suo Signore" (con riferimento alla riva orientale, dove si trovavano le strutture dei Palazzi di residenza dei re e i templi dei principali dei) o, più semplicemente, "Occidente di Tebe".
5. ↑  le Tombe dei Nobili, benché raggruppate in un'unica area, sono di fatto distribuite su più necropoli distinte.
6. ↑  Le note, sovente di inquadramento topografico della tomba, sono tratte dal "Topographical Catalogue" di Gardiner e Weigall, ed. 1913 e fanno perciò riferimento alla situazione dell'epoca.

### Fonti
1. ↑  Gardiner e Weigall 1913.
2. ↑  Donadoni 1999,  p. 115.
3. 1 2  Porter e Moss 1927,  p. 215.
4. ↑  Gardiner e Weigall 1913, pp. 24-25.
5. ↑  Porter e Moss 1927,  pp. 215-216.